# 10763 Hlawka
10763 Hlawka (1990 TH13) là một tiểu hành tinh vành đai chính được phát hiện ngày 12 tháng 10 năm 1990 bởi L. D. Schmadel và F. Borngen ở Tautenburg.
Nó được đặt theo tên the Austrian nhà toán học Edmund Hlawka.